# Love, Victor
Love, Victor è una serie televisiva statunitense ideata da Isaac Aptaker e Elizabeth Berger, spin-off del film Tuo, Simon.
La serie debutta negli Stati Uniti il 17 giugno 2020 su Hulu con la pubblicazione completa della prima stagione, mentre in Italia dal 23 febbraio 2021 su Disney+ come Star Original con un episodio a settimana (ad eccezione dei primi due, distribuiti insieme), fino al 16 aprile seguente. La seconda stagione è stata resa disponibile in terra madre interamente l'11 giugno 2021, mentre in Italia dal successivo 18 giugno, sempre con un episodio a settimana, fino al 20 agosto seguente. La terza e ultima stagione viene interamente pubblicata in contemporanea con gli Stati Uniti a partire dal 15 giugno 2022.

## Trama
La prima stagione si concentra su un nuovo studente alla Creekwood High School, Victor, ragazzo latino-americano, trasferitosi insieme alla sua famiglia ad Atlanta, in Georgia, dal Texas. La serie segue il suo viaggio alla scoperta di sé, mentre affronta varie sfide a casa e prende coscienza del proprio orientamento sessuale.
La seconda stagione racconta le conseguenze del suo coming out e la sua relazione con Benji, la quale è messa a dura prova molteplici volte a causa della sua famiglia e di un nuovo possibile interesse amoroso, Rahim.
La terza e ultima stagione mostra la scelta di Victor tra Benji e Rahim e le conseguenze scaturite da essa, oltre ai problemi di dipendenza dall’alcool di Benji e gli effetti che questi avranno nel suo rapporto con Victor.

## Episodi
| Stagione         | Episodi | Pubblicazione USA | Pubblicazione Italia |
| ---------------- | ------- | ----------------- | -------------------- |
| Prima stagione   | 10      | 2020              | 2021                 |
| Seconda stagione | 10      | 2021              | 2021                 |
| Terza stagione   | 8       | 2022              | 2022                 |

## Personaggi e interpreti

### Personaggi principali
- Victor Salazar (stagioni 1-3), interpretato da Michael Cimino, doppiato da Riccardo Suarez.
Nuovo studente alla Creekwood High School, si interroga in merito al suo orientamento sessuale e affronta le difficoltà legate al trasferimento in una nuova città. Dopo aver capito di essere gay, si fidanza con Benji, del quale si è innamorato.

- Mia Brooks (stagioni 1-3), interpretata da Rachel Hilson, doppiata da Sara Labidi.
Amica di Victor ed ex fidanzata, è una ragazza intelligente, alla mano e molto popolare alla Creekwood High School. Sono stati insieme prima del coming out di Victor. In seguito, si innamora di Andrew e si fidanza con lui.

- Felix Westen (stagioni 1-3), interpretato da Anthony Turpel, doppiato da Lorenzo Crisci.
Eccentrico ed estroverso vicino di casa di Victor, è a sua volta uno studente della Creekwood High e diventa in breve tempo il suo migliore amico.

- Lake Meriwether (stagioni 1-3), interpretata da Bebe Wood, doppiata da Vittoria Bartolomei.
Migliore amica di Mia, ossessionata dai social media e dalle apparenze.

- Andrew Spencer (stagioni 1-3), interpretato da Mason Gooding, doppiato da Leonardo Caneva.
Da sempre innamorati di Mia, è un ragazzo pieno di sé, il classico bullo popolare e amante del basket. In seguito, fa un percorso di crescita e maturazione importante, che porta Mia a ricambiare i suoi sentimenti.

- Benji Campbell (stagioni 1-3), interpretato da George Sear, doppiato da Andrea Di Maggio
Compagno di scuola di Victor, è apertamente gay, sicuro di sé e affascinante. Successivamente diventerà il suo fidanzato.

- Pilar Salazar (stagioni 1-3), interpretata da Isabella Ferreira, doppiata da Roisin Nicosia.
Sorella minore di Victor, è sarcastica e ribelle e soffre l'improvviso cambio di vita dovuto al trasferimento in una nuova città.

- Adrian Salazar (stagioni 1-3), interpretato da Mateo Fernandez, doppiato da Arturo Sorino.
Fratello minore di Victor.

- Armando Salazar (stagioni 1-3), interpretato da James Martinez, doppiato da Riccardo Scarafoni.
Padre di Victor, è un uomo che da sempre lavora sodo per la sua famiglia.

- Isabel Salazar (stagioni 1-3), interpretata da Ana Ortiz, doppiata da Monica Ward.
Madre di Victor, è sottoposta a molte pressioni dopo essersi trasferita nella nuova città.

- Rahim (stagione 3, ricorrente stagione 2), interpretato da Anthony Keyvan, doppiato da Tito Marteddu.
Amico di Pilar che proviene da una religiosa famiglia iraniana musulmana, si innamora di Victor.

- Lucy (stagione 3, ricorrente stagione 2), interpretata da Ava Capri.
Amica di Benji ed ex fidanzata di Andrew.

### Personaggi ricorrenti
- Harold Brooks (stagioni 1-3), interpretato da Mekhi Phifer, doppiato da Dario Oppido.
Padre di Mia, da sempre antepone sé stesso e il proprio lavoro alla figlia e ai suoi desideri.
- Veronica Brooks (stagioni 1-2, guest star stagione 3), interpretata da Sophia Bush, doppiata da Perla Liberatori.
Nuova fidanzata e successivamente moglie del padre di Mia, gestisce un'organizzazione no-profit femminile.
- Derek (stagione 1, guest star stagione 2), interpretato da Lukas Gage, doppiato da Federico Bebi.
Ex ragazzo di Benji.
- Dawn Westen (stagioni 2-3), interpretata da Betsy Brandt, doppiata da Francesca Fiorentini.
Madre di Felix che soffre di depressione.
- Shelby (stagione 2), interpretata da Julie Benz.
Amica e successivamente interesse amoroso di Armando che quest'ultimo conosce durante un incontro del PFLAG.
- Nick (stagione 3), interpretato da Nico Greetham.
Un ragazzo gay che frequenta la chiesa dei Salazar.
- Connor (stagione 3), interpretato da Tyler Lofton.
Un cameriere e interesse amoroso di Rahim.

## Produzione

### Sviluppo
Nell'aprile 2019, Disney+ ha dato alla 20th Television basata sul film Tuo, Simon una richiesta diretta per la serie, con gli sceneggiatori del film originale, Isaac Aptaker e Elizabeth Berger, allegati come showrunner. Il programma si concentrerà su nuovi personaggi e sarà ambientato nello stesso mondo del film.
Il 7 agosto 2020 la serie viene rinnovata per una seconda stagione, mentre il 30 luglio 2021 viene annunciato il rinnovo per un’ulteriore terza e ultima stagione.

### Cast
Viene annunciato che Nick Robinson, il protagonista di Tuo, Simon, avrebbe prodotto la serie e ne sarebbe stato il narratore.

### Riprese
Le riprese della prima stagione sono partite nell'agosto del 2019 a Los Angeles e sono terminate a febbraio 2020, mentre quelle della seconda stagione si sono svolte a fine 2020 e quella della terza tra la fine del 2021 e l'inizio del 2022.

## Distribuzione
La serie doveva originariamente essere distribuita su Disney+ ma la piattaforma ha considerato la serie “troppo matura” per il target di riferimento. Successivamente è stato deciso di spostare la serie sulla piattaforma Hulu che, come Disney+, è controllata da The Walt Disney Company.
La distribuzione in madrepatria di tutti gli episodi prevista prima per il 19 giugno 2020, è stata anticipata al 17 giugno affinché il 19 si fossero potuti celebrare i 155 anni dall'abolizione della schiavitù in America.
L'11 dicembre del 2020, Disney comunica che verrà lanciato, il 23 febbraio 2021, la piattaforma Star, all'interno di Disney+ in Australia, Nuova Zelanda e in Europa, dove inseriranno tutte le serie TV e film a target adulto presenti su Hulu. Il 4 gennaio, tramite i profili social di Disney Plus Italia è stato annunciato che Love, Victor sarebbe arrivato in Italia dal 23 febbraio 2021 su Disney+ come Star Original. Il 13 febbraio 2021 viene pubblicato il primo trailer italiano della serie.
La seconda stagione viene pubblicata per intero in streaming negli Stati Uniti l’11 giugno dello stesso anno, mentre in Italia a partire dal 18 giugno con un episodio a settimana.
Il 30 luglio 2021 viene annunciata, sui canali social della serie, la terza stagione, che viene confermato essere l'ultima l'8 febbraio 2022 e viene pubblicata negli Stati Uniti il 15 giugno 2022 e in contemporanea in Italia nella sezione Star di Disney+.